# Megamphopus effrenus
Megamphopus effrenus är en kräftdjursart som beskrevs av J. L. Barnard 1964. Megamphopus effrenus ingår i släktet Megamphopus och familjen Isaeidae. Inga underarter finns listade i Catalogue of Life.